# 中村優里
中村優里（日语：／ Nakamura Yuri，1996年4月12日—），日本女子羽毛球運動員。鹿兒島縣出生，畢業於青森山田高校，現隸屬於北都銀行羽毛球部，隊員編號為3號。

## 簡歷
2018年3月，中村優里打進捷克羽毛球國際賽女單決賽，最終以2比0（21-8、21-9）擊敗丹麥的阿美莱·赫兹·汉森，贏得冠軍。

## 主要比賽成績
只列出曾進入準決賽的國際賽事成績：
| 年份   | 賽事                   | 公開賽級別 | 項目     | 成績   |
| ------ | ---------------------- | ---------- | -------- | ------ |
| 2018年 | 捷克羽毛球國際賽       | 國際系列賽 | 女子單打 | 冠軍   |
| 2019年 | 尼泊爾羽毛球國際系列賽 | 國際系列賽 | 女子單打 | 準決賽 |

| 2007-2017年 | 首要超級賽 | 超級賽 | 黃金大獎賽 | 大獎賽 | 國際挑戰賽 | 國際系列賽 | 未來系列賽 | 其他 |

| 2018-2026年 | 總決賽 | 超級1000賽 | 超級750賽 | 超級500賽 | 超級300賽 | 超級100賽 | 國際挑戰賽 | 國際系列賽 | 未來系列賽 | 其他 |